# Tío Pujio
Tío Pujio är en ort i Argentina.   Den ligger i provinsen Córdoba, i den centrala delen av landet, 500 km nordväst om huvudstaden Buenos Aires. Tío Pujio ligger 226 meter över havet och antalet invånare är 2 383.
Terrängen runt Tío Pujio är mycket platt, och sluttar österut. Närmaste större samhälle är Villa María, 17,2 km sydost om Tío Pujio.
Trakten runt Tío Pujio består till största delen av jordbruksmark. Runt Tío Pujio är det ganska glesbefolkat, med 25 invånare per kvadratkilometer.